# 国民政府最高法院旧址
国民政府最高法院旧址，位于江苏省南京市鼓楼区中山北路101号（原251号），是第五批全国重点文物保护单位——原国民政府旧址项目之一。

## 历史
原为南京国民政府最高审判机关——最高法院及最高法院检察署（隶属于司法行政部）合署办公地，1937年12月后迁往重庆，抗战胜利后仍迁回原址，直至1949年4月。1934年的陈独秀案以及抗战胜利后的汪伪汉奸案均在此终审。1950年9月至1967年3月为江苏省南京市中级人民法院院址。后来为江苏省商业厅、粮食局、地方志办公室等多家单位办公地。产权单位是江苏省机关事务管理局（2014年前称为江苏省省级机关事务管理局）。2012年5月，该大院因违建和管理混乱问题，被国家文物局下发督办文件，要求立即整改。几年后，违建问题已有所好转，但产权单位将该大院出租给数十家企业办公。到2017年，院内因进驻企业和办公人员过多而更加混乱，房屋年久失修。

## 建筑
最高法院成立于1928年11月，最初在汉中路附近的一所教会学校旧址办公，1932年7月购地兴建办公大楼，次年5月竣工，由过养默设计、东南建筑公司承建，占地面积18923平方米，建筑面积8300平方米，采用西方现代派风格和钢筋混凝土结构。建筑坐西南朝东北，主要由门楼和三层的主楼（中间后部为两层）组成，另设砖木结构的中式楼房和平房以及防空洞等附属建筑。其中门楼为五开间，中设拱形大门，两侧原各有一道“山”字墙（20世纪90年代初拆除），主楼正视与俯视均呈“山”字形，寓意执法如山，内设276个房间。院内设有一座圆形喷水塔，塔顶形似蘑菇和雨伞。